# Saint-Vincent (Haute-Garonne)
Saint-Vincent település Franciaországban, Haute-Garonne megyében. Lakosainak száma 213 fő (2022. január 1.). Saint-Vincent Cessales, Beauville, Lux, Trébons-sur-la-Grasse és Vallègue községekkel határos.

## Népesség
A település népessége az elmúlt években az alábbi módon változott:
| Lakosok száma | 47   | 47   | 60   | 145  | 185  | 192  | 192  | 200  | 206  | 213  |
|               | 1968 | 1982 | 1990 | 2006 | 2013 | 2015 | 2017 | 2019 | 2020 | 2022 |